# Kleinvelden
Kleinvelden ist ein Gemeindeteil des Marktes Velden im niederbayerischen Landkreis Landshut.

## Lage
Das Kirchdorf Kleinvelden liegt am linken Ufer der Großen Vils an der Bundesstraße 388 etwa einen Kilometer westlich von Velden.

## Geschichte
Im nach 1300 abgefassten zweiten Herzogsurbar werden in Minnervelden zwei Höfe als Neubesitz verzeichnet. Der Ort gehörte zur Obmannschaft Putreinsdorff (Biedersdorf, Gemeinde Neufraunhofen) und erscheint ab 1538 als eigene Obmannschaft im Amt Biburg des Landgerichtes Biburg (Vilsbiburg). 1752 umfasste die Obmannschaft Kleinvelden die Orte Einäuglmühle, Breitenaich, Oberegglhof, Kleinvelden, Biedersdorf, Hofbruck (teilweise) und Viehweid.
Mit dem ersten Gemeindeedikt von 1808 kam Kleinvelden zum Steuerdistrikt, mit dem zweiten Gemeindeedikt von 1818 zur Gemeinde Neufraunhofen. Bis 1848 unterstand es dem Patrimonialgericht Neufraunhofen.
Am 1. Mai 1978 wurde im Rahmen der Gemeindegebietsreform Kleinvelden aus der Gemeinde Neufraunhofen ausgegliedert und dem Markt Velden angeschlossen.

## Sehenswürdigkeiten
- Filialkirche St. Lambert. Die spätgotische Saalkirche mit leicht eingezogenem Chor wurde in der Zeit um 1500 erbaut. Einige Ziegelsteine an der Außenwand tragen die Jahreszahl 1507. Neben Chor und Langhaus umfasst der Bau einen fünfgeschossigen Westturm mit Satteldach. Hochaltar und Kanzel wurden um 1750 im Rokoko-Stil ausgeführt. Am Hochaltar befinden sich spätgotische Holzfiguren der Heiligen Wolfgang und Lambert, die der Leinberger-Schule zugeschrieben werden.